# Вичене (Беневенто)
Вичене (итал. Vicenne) је насеље у Италији у округу Беневенто, региону Кампанија.
Према процени из 2011. у насељу је живело 16 становника. Насеље се налази на надморској висини од 711 м.